# 孔科迪亞湖 (埃爾夫特施塔特)

50°50′27″N 6°48′09″E / 50.840744°N 6.802425°E
孔科迪亞湖（德語：Concordiasee），是一座德國的湖泊，位於該國西部，由北萊茵-威斯特法倫州負責管轄，處於萊茵-埃爾夫特縣。該湖面積0.12平方公里，海拔高度93米，最大水深8.5米，水體容量59萬立方米。